# Пефтиев, Иосиф Евстафьевич
Иосиф Евстафьевич Пефтиев (1903—1987) — советский колхозник, Герой Социалистического Труда (1950).

## Биография
В возрасте 12 лет начал свою трудовую деятельность в крестьянском хозяйстве п. Старобешево. Он одним из первых вступил в коллективное хозяйство по обработке земли, а с 1931 по 1941 работал бригадиром полевой бригады колхоза «Запорожец» Старобешевского района.
Участник Второй мировой войны.
В 1947 вернулся в Старобешево, работал рядовым колхозником, а затем бригадиром полевой бригады колхоза «Заветы Ильича».
Президиум Верховного Совета СССР указом от 2 июня 1950 звание «Герой Социалистического Труда» присвоил бригадиру колхоза «Запорожец» («Заветы Ильича»). И. Е. Пефтиеву.

## Награды
- Герой Социалистического Труда (2.06.1950)